# Red Hot (Mongo Santamaría)
Red Hot è un album di Mongo Santamaría, pubblicato dalla CBS Records nel 1979.

## Tracce
Lato A
1. Watermelon Man – 6:34 (Herbie Hancock)
2. A mi no me engañan (You Better Believe It) – 4:40 (T. Guerra, Mongo Santamaría)
3. Jai Alai (Rena) – 7:38 (Gary King)

Lato B
1. Jamaican Sunrise – 5:54 (Doug Harris)
2. Afro-Cuban Fantasy – 7:36 (Jay Chattaway)
3. Sambita – 5:45 (J. Gellardo, Justo Almario)

## Musicisti
- Mongo Santamaría - congas (brani: A1, A2, A3 & B3)
- Mongo Santamaría - bongos (brani: A1, B1 & B3)
- Mongo Santamaría - percussioni (brano: A2)
- Mongo Santamaría - batá (brano: B2)
- Michael Brecker - sassofono tenore (brano: A1)
- Mark Colby - sassofono soprano (brano: B2)
- Randy Brecker - tromba (brani A1)
- Jon Faddis - tromba (brano: A3)
- Doug Harris - flauto (brano: B1)
- Hubert Laws - flauto (brano: B3)
- Bob James - pianoforte, sintetizzatore Oberheim (brano: A1)
- Bob James - pianoforte elettrico, batteria elettrica Log (brano: B2)
- Charlie Palmieri - pianoforte (brano: A2)
- Barry Miles - pianoforte elettrico (Mini Moog - Fender Rhodes) (brano: A3)
- Barry Miles - pianoforte (brano: B1)
- Bill O'Connell - pianoforte (brano: B3)
- Jeff Layton - chitarra (brani: A1 & A3)
- Lance Quinn - chitarra (brano: A1)
- Eric Gale - chitarra (brani: A3, B1, B2 & B3)
- Gary King - basso (brani: A1, A3, B1 & B2)
- Sal Cuevas - basso (brano: A2)
- Lee Smith - basso (brano B3)
- Jimmy Young - batteria (brano: A1)
- Steve Berrios - batteria (brano: A3)
- Idris Muhammad - batteria (brano: B1)
- Steve Gadd - batteria (brano: B2)
- Thelmo Porto - batteria, percussioni (brano: B3)
- Jimmy Maelen - percussioni (brani: A1, A3 & B1)
- Steve Berrios - timbales, batteria (brano: A2)
- Harry Vigiano - tres (brano: A2)
- Hector Hernandez - batá (brano: B2)
- Julio Collazo - batá (brano: B2)
- Steve Berrios - batá, shekere (brano: B2)
- Brenda Frazier - accompagnamento vocale (brano: A1 & A2)
- Gwen Guthrie - accompagnamento vocale (brano: A1 & A2)
- Vivian Cherry - accompagnamento vocale (brano: A1 & A2)
- Frank Floyd - accompagnamento vocale (brano: A2)
- Hector Aponte - accompagnamento vocale (brano: A2)
- Raymond Simpson - accompagnamento vocale (brano: A2)
- Zach Sanders - accompagnamento vocale (brano: A2)
- Jay Chattaway - arrangiamenti, conduttore musicale (bran1: A1, A3, B1, B2 & B3)
- Marty Sheller - arrangiamenti, conduttore musicale (brano: A2)